# Hopea beccariana
Hopea beccariana es una especie de árbol en la familia Dipterocarpaceae. Su nombre hace honor al botánico italiano Odoardo Beccari.

## Descripción
Hopea beccariana crece hasta alcanzar los 45 m de alto, y su tronco puede llegar a medir 1.6 m de diámetro. El trono posee contrafuertes cerca de su base. La corteza se encuentra fisurada. Las hojas correosas son ovadas y llegan a medir hasta  8 cm de largo. Su inflorescencia mide hasta  8 cm de largo y porta hasta cinco flores de color crema.

## Distribución y hábitat
Hopea beccariana es nativo de Tailandia, la península malaya, Sumatra y Borneo. Su hábitat son los bosques dipterocarpos y colinas costeras, en altura entre 150 y 1200 m.

## Conservación
Hopea beccariana ha sido evaluada como una especie vulnerable en la IUCN Red List. Está amenazada por la conversión de tierras para la agricultura y por la tala para obtener su madera. La especie se encuentra en algunas zonas protegidas.